# Maria (polsk hertiginna)
Maria, född 1140, död efter 1173, var en hertiginna av Polen, gift med hertig Boleslav IV av Polen. 
Hon finns dokumenterad enbart i ett gåvobrev från december 1167, där två byar doneras till Kraków församling. Det finns många teorier om hennes genealogi. 